# Julián Barrio Barrio
Julián Barrio Barrio (ur. 15 sierpnia 1946 w Manganeses de la Polvorosa) – hiszpański duchowny katolicki, arcybiskup Santiago de Compostela w latach 1996–2023. 

## Życiorys
4 lipca 1971 otrzymał święcenia kapłańskie.
31 grudnia 1992 został mianowany biskupem pomocniczym archidiecezji Santiago de Compostela, ze stolicą tytularną Sasabe. Sakry biskupiej udzielił mu ówczesny arcybiskup Santiago - Antonio María Rouco Varela.
5 stycznia 1996 został mianowany arcybiskupem archidiecezji Santiago de Compostela. 1 kwietnia 2023 papież Franciszek przyjął jego rezygnację z pełnionego urzędu. 